# 邯郸安阳城际公交
邯安城际公交，又名邯郸安阳公交，是河北省邯郸市和河南省安阳市之间的城际公交，预定于2014年12月开始在邯郸和安阳两城市之间对发运行，途径磁县、冀南新区。这是河北省南部地区开通的第一条城际公交线路，也是河北省城际公交的试点线路。由河北省邯郸万合运营。
线路为903路。每15分钟一次的发车模式，日发15个班次。